# L'armata dei fiumi perduti
L'armata dei fiumi perduti è un romanzo storico di Carlo Sgorlon del 1985. Racconta la storia dell'occupazione da parte dell'armata cosacca in Carnia durante il periodo successivo all'armistizio dell'8 settembre 1943, vista da una piccola comunità locale. Con questo romanzo Sgorlon vinse il Premio Strega nel 1985.

## Trama
In un piccolo paese della Carnia, la notizia dell'armistizio sembra preannunciare la tanto attesa fine delle sventure che una guerra insensata ha seminato ovunque. Lo spera anche Marta, che abita nella villa della signora Esther assieme alla vecchia padrona di casa e alla sorella del suo fidanzato Arturo, disperso in Russia. Ed invece la guerra ha ancora un conto pesante da riscuotere, anche in questo posto isolato dal mondo: arrivano i tedeschi, passati da alleati ad invasori, e portano via la signora Esther, e gli zingari che passavano da quelle parti, nessuno sa perché, e per che destinazioni. E Marta diventa così suo malgrado la custode di una casa destinata ad accogliere i naufraghi delle tempeste che infuriano in questi tempi disgraziati. Vi si stabilisce il vecchio zingaro Haha, che la sorte ha salvato dal destino oscuro dei suoi cari, ci passerà il soldato Ivos, reduce da molti orrori di guerra, per questo deciso a fare il possibile per evitarne altri, anche a costo di riprendere le armi e combattere. E vi si stabiliranno anche i cosacchi giunti dalla Russia dopo un lungo viaggio, parte di un popolo fiero ed indomito che la storia ha reso ramingo e portato in questa terra così lontana dalle loro case, costringendoli a diventare ladri ed invasori di cose e terre altrui. In quella villa Urvàn, Gavrila, Ghirei, sua madre Dunaika ed il piccolo Luca non troveranno diffidenza e paura, e potranno almeno per un poco vivere l'illusione di un'esistenza normale. Nasceranno anche amicizie e persino l'amore, tra Marta ed Urvàn, uomo segnato da molte vicissitudini ed oppresso da un cupo timore per il destino che incombe su tutto il suo popolo. La guerra ha le sue regole, per gli sconfitti dalla storia non c'è pace duratura, e la convivenza tra gli invasori e la gente delle valli si fa presto difficile, via via che la fame e l'incertezza del futuro aumentano, colpendo in ugual misura occupati, invasori e partigiani. Con l'inevitabile crescere dei conflitti e dell'odio, l'avventura disperata di questo popolo senza terra finisce nella tragedia che il cuore di Urvàn presagiva, tra i burroni del Plöckenpass dove anch'egli trova la fine, e le rive della Drava, dove molti preferiranno il suicidio alla consegna all'implacabile nemico russo. Solo il giovane Ghirei si ribellerà alla sorte riuscendo a fuggire, tornando alla villa di Marta, unico luogo dove la barbarie non trova accoglienza.

## Personaggi
- Marta. Una donna dotata della forza e saggezza della terra, sa leggere dentro le persone, senza mai giudicare, ed è quindi incapace di odiare. Le circostanze la faranno diventare custode di una casa non sua, che grazie alla sua guida sarà rifugio dalle sventure della guerra.
- Urvàn. La scelta di seguire la lotta della sua gente lo ha caricato di lutti, facendogli perdere moglie e figli, e per questo custodisce il dubbio di essersi infilato in una strada senza uscita. L'amore di Marta sarà una breve pausa di pace, ma alla fine seguirà il destino del suo popolo.
- Gavrila Ivanovic Bakazov. Ex ufficiale di carriera che dopo la sconfitta coi bolscevichi aveva scelto l'esilio, vede trasformarsi la speranza di rivincita in amarezza, man mano che le possibilità di un riscatto per il suo popolo svaniscono, diventando rimpianto per quello che non è più, e mai più potrà essere.
- Ghirei. Ragazzo cosacco ardimentoso e spavaldo, l'amore per la bella Alda ed il dolore per la sua morte violenta lo faranno maturare improvvisamente, rendendolo consapevole della reale natura della guerra.
- Ivos. Ex militare che per nausea della guerra decide di fare quanto possibile per accorciarla, anche al costo di combattere ancora. Diventa così partigiano, e con il nome di Vento diventerà una piccola leggenda, sempre seguendo la sua filosofia di limitare il male al necessario. Finita la guerra, ritornerà alla vita normale, al fianco di Marta.
- Haha. Vecchio zingaro salvatosi per caso dal rastrellamento che ha fatto sparire nel nulla la sua gente, rimarrà nella villa di Marta per fare compagnia alle due donne.

## Edizioni
- Carlo Sgorlon, L'armata dei fiumi perduti, Collana Scrittori italiani e stranieri, Milano, Arnoldo Mondadori Editore, 1985,  p. 310. - Introduzione di Leone Piccioni, Collana Oscar n.1949, Mondadori, 1987; Collana Oscar Bestsellers n.674, Mondadori, 1996; Collana Oscar Moderni, Mondadori, 2020, ISBN 978-88-047-2065-2.
- Carlo Sgorlon, L'armata dei fiumi perduti, Collez.Premio Strega. I 100 Capolavori., Torino, UTET, 2006,  p. 364. - prefazione di Marco Antonio Bazzocchi, ISBN 8802074534.